# Томашево (Староґардський повіт)
Томашево (пол. Tomaszewo) — село в Польщі, у гміні Зблево Староґардського повіту Поморського воєводства.
Населення — 41 особа (2011).
У 1975-1998 роках село належало до Гданського воєводства.

## Демографія
Демографічна структура станом на 31 березня 2011 року:
|          | Загалом | Допрацездатний вік | Працездатний вік | Постпрацездатний вік |
| -------- | ------- | ------------------ | ---------------- | -------------------- |
| Чоловіки | 23      | 8                  | 11               | 4                    |
| Жінки    | 18      | 5                  | 8                | 5                    |
| Разом    | 41      | 13                 | 19               | 9                    |